# Augustin Henninghaus

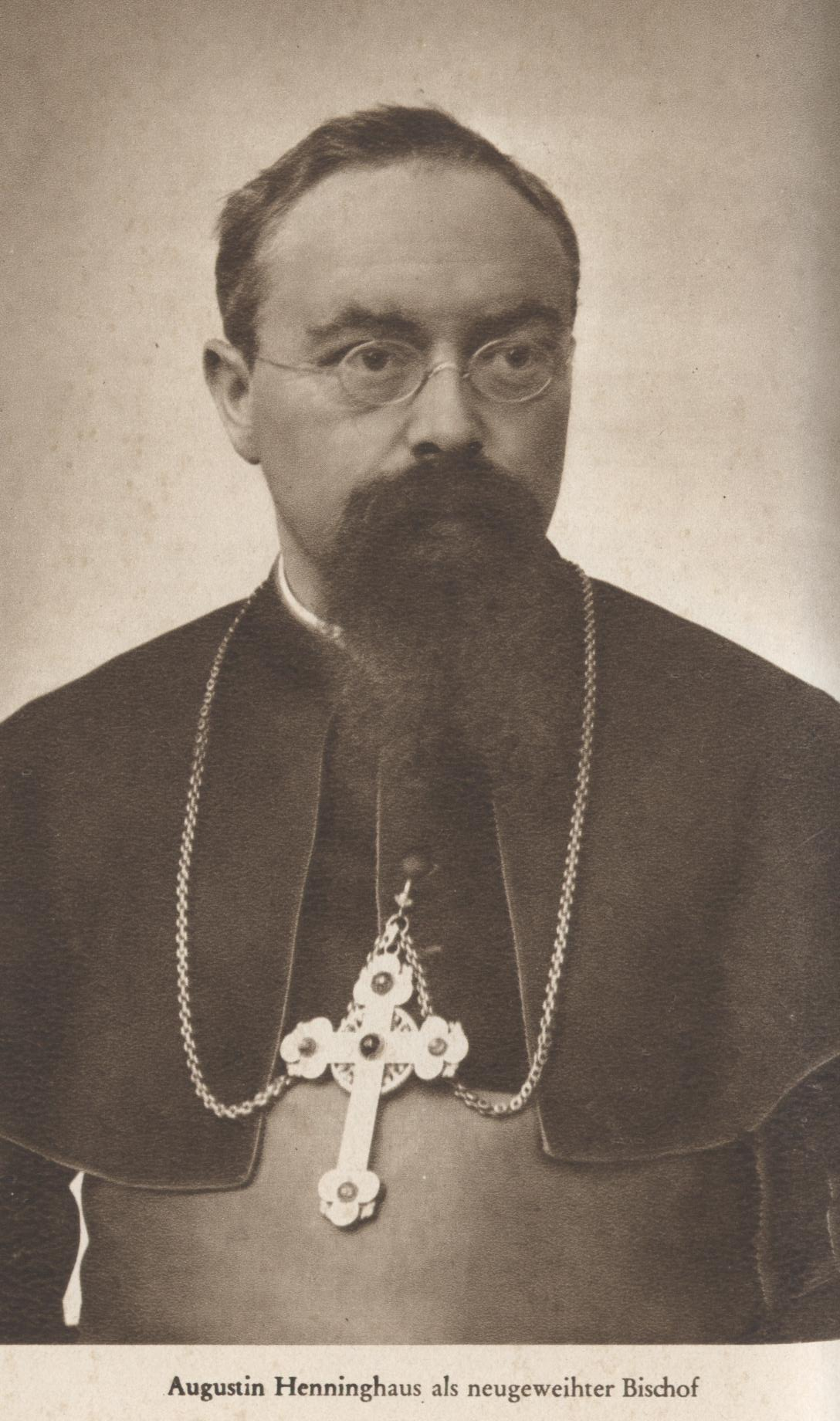
Bischof Augustin Henninghaus, offizielles Foto zur Bischofsweihe 1904

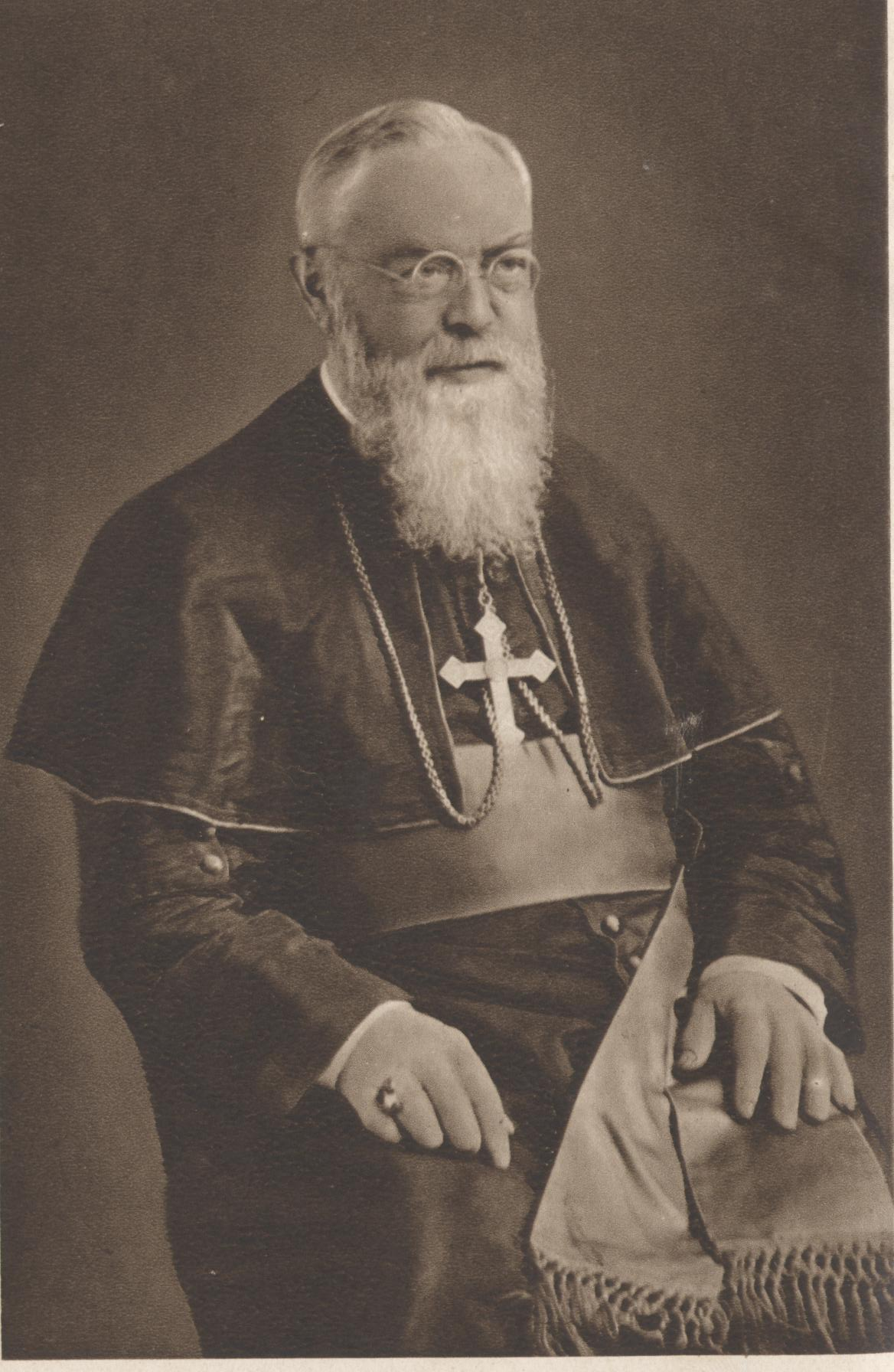
Bischof Augustin Henninghaus im Alter von 60 Jahren

Augustin Henninghaus SVD (* 11. September 1862 in Menden (Sauerland); † 20. Juli 1939 in Yanzhou, Republik China) war ein deutscher römisch-katholischer Ordensgeistlicher, Missionar und Apostolischer Vikar von Yenchowfu in China.

## Leben

### Herkunft und Ausbildung
Nach der Schulausbildung mit Besuch der Realschule in seiner Heimatstadt und einer zweijährigen privaten Weiterbildung trat er am 11. Oktober 1879 der Ordensgemeinschaft der Steyler Missionare bei und legte 1884 die erste Profess ab. Am 30. Mai 1885 empfing er das Sakrament der Priesterweihe.

### Chinamissionar
1886 von Arnold Janssen, dem Gründer und ersten Generalsuperior der Steyler Missionare in die Steyler Mission in Shantung nach China entsandt, wo er seitdem als katholischer Missionar wirkte. 1894 legte er seine letzten Ordensgelübde ab.

### Apostolischer Vikar von Yenchowfu (Yanzhou)
Am 13. August 1904 ernannte ihn Papst Pius X. zum Titularbischof von Hypaepa und zum Apostolischen Vikar von Süd-Shantung, das 1924 in Yenchowfu umbenannt wurde. Die Bischofsweihe spendete ihm der Apostolische Vikar von Ost-Shantung, Césaire Jean Shang OFMObs, am 30. Oktober desselben Jahres in Yenchowfu. Mitkonsekrator war der Apostolische Vikar von Nord-Shantung, Ephrem Giesen OFM. Josef Freinademetz SVD wirkte als Presbyter assistens mit.
Am 23. Juni 1935 nahm Papst Pius XI. seinen Rücktritt an. Augustin Henninghaus lebte bis zu seinem Tode 1939 in China.

### Ordensgründer
Der Apostolische Präfekt gründete 1910 den Schwesternorden Oblatinnen der Heiligen Familie. Die Ordensschwestern verehren allerdings Josef Freinademetz SVD als ihren eigentlichen Gründer, weil Freinademetz schon Mitte der 1890er Jahre die ersten Jungfrauen-Katechistinnen gesammelt hatte und für sie 1904 die Regel für die Jungfrauen" geschrieben hatte. Aus dem Kreis der Jungfrauen-Katechistinnen, die Freinademetz ausgebildet hatte, rekrutierten sich die ersten Schwestern des von Henninghaus ins Leben gerufenen Instituts der Oblatinnen der Heiligen Familie. Als erste Novizenmeisterin ernannte Bischof Henninghaus die Steyler Missionsschwester Juliana Emma Hansen (1876–1911), die aber schon 1911 an Typhus verstarb. Daraufhin wurde Sr. Odila Maria Anna Fasselt (1883–1952) zur Novizenmeisterin ernannt. Sie prägte die erste Generation der Oblatinnen. Bischof Henninghaus beauftragte seinen Mitbruder Peter Röser (1862–1944) mit der Ausarbeitung der Ordenskonstitutionen. Auch ernannte der Bischof ihn zum Direktor der Schwesterngemeinschaft. In Shantung (Shandong) und Kansu (Gansu, China), sowie auf Taiwan wirken die Schwestern unter Leprakranken, betreiben Waisenhäuser und machen Sozialarbeit; aktuell hat der Orden ca. 200 Schwestern.

### Erster Biograph des heiligen Josef Freinademetz
Bischof Henninghaus veröffentlichte 1920 im Verlag der katholischen Mission in Yenchowfu Yanzhou das Lebensbild des im Ruf der Heiligkeit verstorbenen Chinamissionars Josef Freinademetz, den er aus zweiundzwanzigjähriger gemeinsamer Missionsarbeit im Apostolischen Vikariat Yenchowfu kennen- und schätzengelernt hatte. Nach wie vor ist seine 648 Seiten starke Biographie der Klassiker unter den mittlerweile zahlreichen Biographien über Freinademetz.

## Werke
- Ein drohendes Ungewitter über der Mission von Südschantung (Schenhien, den 23. Februar 1896). In: Kleiner Herz-Jesu-Bote. 23 (August 1896) Nr. 11, S. 83–85, 109–110.
- Die jüngste Christenverfolgung in Südschantung. (Zining, 22. Juli 1896). In KlHJB. 24 (Nov. 1896) Nr. 2, S. 12–15.
- Eine Priesterweihe in Jentschoufu. (16. April 1906), in Steyler Missionsbote 34 (Okt. 1906) Nr. 1, S. 6–7.
- Neujahrsgruß an die Wohltäter der Mission in Südschantung. In: Steyler Missionsbote. 34 (Februar 1907) Nr. 5, S. 69–71.
- Rede des hochwürdigsten Missionsbischofs Henninghaus auf dem Katholikentag in Würzburg, am 27. August 1907. In: Steyler Missionsbote. 35 (März 1908) Nr. 6, S. 86–90.
- P. Joseph Freinademetz +. Gedenkwort. In: Steyler Missionsbote. 35 (April 1908) Nr. 7, S. 103–108.
- Neujahrsgruß an die Wohltäter der Mission in Südschantung. In: Steyler Missionsbote. 36 (Febr. 1909) Nr. 5, S. 70–73.
- Zur Frage der Selbstunterhaltung der chinesischen Mission. In: Steyler Missionsbote. 36 (Sept. 1909) Nr. 12, S. 135–136.
- Zum frommen Gedenken an P. Rudolf Pieper. Gedenkwort. In: Steyler Missionsbote. 37 (1909/10) Nr. 2 (November), S. 23–25.
- Neujahrsgruß an die Wohltäter der Mission in Südschantung. In: Steyler Missionsbote. 37 (1909/10) Nr. 5, Februar, S. 69–73, 86–87.
- Chinesische Revolution und katholische Mission in Süd-Schantung. In: Steyler Missionsbote 39 (April 1912) Nr. 7, 107–108.
- P. Josef Freinademetz: Sein Leben und Wirken. Zugleich Beiträge zur Geschichte der Mission Süd-Schantung., Von Aug. Henninghaus S.V.D. Apostol. Vikar von Süd-Schantung, Verlag der katholischen Mission, Yenchowfu 1920, 2. Auflage. 1926. 648 S.
- Anforderungen an einen Missionar. in: Verbum S.V.D. 2/4 (1960) 387–390.